# Topologie sítí

Přehled různých topologií počítačových sítí.

Topologie sítí se zabývá zapojením různých prvků do počítačových sítí a zachycením jejich skutečné (reálné) a logické (virtuální) podoby (datové linky, síťové uzly).

Jako taková je součástí teorie grafů a zasahuje tedy i do matematiky.
Topologii lze zvažovat jako určitý tvar či strukturu dané sítě. Tento tvar nemusí nutně korespondovat se skutečným fyzickým rozvržením prvků, zapojených v síti. Například počítače v malé domácí síti mohou být uspořádány v pomyslném kruhovém tvaru, ale nemusí to nutně znamenat, že jejich logické zapojení představuje příklad kruhové topologie.

## Klasifikace síťových topologií
Topologii (vzájemné uspořádání komponent) počítačových sítí můžeme chápat ze dvou hledisek: fyzická a logická.
Fyzická topologie popisuje reálnou konstrukci sítě, jednotlivé uzly a fyzicky zapojená zařízení a jejich umístění včetně instalovaných kabelů, přesného umístění uzlů a přípojek mezi nimi (např. UTP).
Logická topologie se vztahuje k tomu, jak jsou data v síti přenášena a kudy protékají z jednoho zařízení do druhého. Nemusí nutně kopírovat fyzické schéma sítě.
Signálová topologie BC, GC, MC, UC

### Běžné topologie a jejich dělení
- Fyzická topologie[3]

1. dvoubodové spoje
  1. kruh
  2. hvězda
  3. strom
2. sdílené spoje
  1. sběrnice
  2. s centrálním vysílačem

- logická topologie

#### Dvoubodové spoje
Nejjednodušším typem topologie je permanentní spoj mezi dvěma koncovými body. Typickým základním modelem je například telefonní pevná linka.
- Kruhová topologie (ring)

Označuje logické zapojení, při němž je každý uzel (počítač) spojen se dvěma dalšími tak, aby společně vytvořily kruh. Přenos dat je relativně jednoduchý, nevznikají kolize a náklady jsou nižší než např. u hvězdicové topologie. Data ovšem musí projít přes každý uzel mezi odesílatelem a příjemcem, což přenos prodlužuje. Výpadek jednoho uzlu ochromí celou síť. - Viz podrobný článek Kruhová topologie
- Hvězdicová topologie (star)

Nejpoužívanější způsob propojování počítačů do počítačové sítě. Každý počítač je připojený pomocí kabelu k centrálnímu prvku - hubu nebo switchi. Mezi každými dvěma stanicemi existuje vždy jen jedna cesta. To znamená, že selhání jedné stanice neomezí provoz sítě, ovšem kolaps centrálního prvku znamená kolaps i pro celou síť. - Viz podrobný článek Hvězdicová topologie
- Stromová topologie (tree)

Často využívaná v rozsáhlejších počítačových sítích. Vychází z hvězdicové topologie spojením aktivních síťových prvků, které jsou v centrech jednotlivých hvězd. V případě, že selže jeden síťový prvek, výpadek ovlivní pouze část sítě pod něj spadající. Ostatní části sítě ale mohou dále pracovat. - Viz podrobný článek Stromová topologie
Sdílené spoje
- Sběrnicová topologie (bus)

Spojení zprostředkovává jediné přenosové médium (sběrnice), ke kterému jsou připojeny všechny uzly sítě. Má nízké pořizovací náklady, ale omezenou rychlost přenosu a také v ní může docházet ke kolizím. Je vhodná spíše pro malé a dočasné sítě. - Viz podrobný článek Sběrnicová topologie